# Need for Speed II
Need for Speed II is een racespel ontwikkeld en uitgegeven door Electronic Arts in 1997. Het is het tweede deel in de Need for Speed-serie.
In datzelfde jaar verscheen ook Need for Speed II SE, een speciale editie met extra circuits, extra auto's en ondersteuning voor Glide, de toen opkomende 3D grafische standaard die gebruikt werd in de Voodoo- en Voodoo 2-videokaarten van 3dfx.

## Gameplay
In het spel zijn drie racemodes: Tournament, Knock-out en Single Race (toernooi, knock-out en afzonderlijke race). Ook zijn er uitsluitend circuits die de speler met de FZR 2000-bonusauto en snelheden hoger dan 400 km/u kan bereiken. Voor het eerst zijn er naast drie nieuwe auto's ook prototypes en showcars in het wagenpark. Ook een arcadegerichte eigenschap van het spel is de spelsnelheid, die een veel realistischer gevoel van snelheid geeft dan voorganger The Need for Speed. In multiplayer-modus kreeg Need for Speed II ook een split screen, waarmee spelers op een pc tegen elkaar kunnen spelen.
Need for Speed II's Special Edition is de eerste die 3D-acceleratiekaarten van 3dfx ondersteunt en beschikt over een nieuwe racebaan, Last Resort. Bovendien kan de speler alle routes achteruit en gespiegeld rijden. Het aantal selecteerbare kleuren voor de auto van de speler is echter verminderd. Bovendien kan de fysieke eigenschappen in drie fasen worden afgesteld tussen "arcade" en "simulatie", waarbij de laatste leidt tot een veel moeilijkere rit.

## Lijst van auto's
In de tweede versie van het spel zijn er meer dan 11 voertuigen; drie daarvan zijn prototypen en showcars. De Special Edition bevat in totaal 14 racewagens:
- BMW Nazca C2 (alleen in de Special Edition)
- Ford Indigo (bonusauto, moet vrij worden gespeeld)
- Ford GT90
- Italdesign Cala (Lamborghini Calá)
- Ferrari F50
- McLaren F1
- Jaguar XJ220
- Lotus Esprit
- Lotus Elise GT1
- FZR 2000 (bonusauto van de Special Edition)
- Bomber BFS (bonusauto van de Special Edition)
- Tombstone (stockcar, bonusauto van de Special Edition)
- Ferrari F355 (alleen in de Special Edition)
- Isdera Commendatore 112i
- Ford Mustang Mach III (alleen in de Special Edition)

## Racebanen
De routes worden vaak gekenmerkt door zeer snelle gedeeltes en bevinden zich soms op zeer exotische locaties, wat het arcade-achtige karakter van het spel onderstreept. Afgezien van 'Proving Grounds' zijn het normale wegen en geen echte circuits. In het vrije spel kunnen de routes ook normaal verkeer hebben (behalve in Proving Grounds).
- Proving Grounds (Noorwegen)
- Outback (Australië)
- Last Resorts (Mexico)
- North Country (Alpen)
- Pacific Spirit (Canada)
- Mediterraneo (Griekenland)
- Mystic Peaks (Nepal)
- Monolithic Studios (Hollywood)

## Ontvangst
Need for Speed II ontving gemengde recensies. Kritiek was er op de wegen en onbekende auto's, de betere animaties, detail en kleuren waren een positief punt.
Op aggregatiewebsite Metacritic kreeg de pc-versie een score van 8,3, en de PlayStation-versie een score van 7,1.